# Marilyn Agency
Marilyn Agency è una agenzia di moda francese, con sede a Parigi fondata da Marilyn Gauthier. Dal 1998 sono stati aperti uffici dell'agenzia anche a New York. Marylin Agency ha rappresentato alcune modelle importantissime come Naomi Campbell e Kate Moss, oltre che "astri nascenti" come Caroline Trentini, Alice Burdeu e Coco Rocha.

## Personaggi rappresentati
Il seguente è un elenco incompleto dei principali personaggi rappresentati dalla Marilyn Agency, sia nel passato sia oggi.
- Alessandra Ambrosio
- Nadja Auermann
- Anna Brewster
- Carla Bruni
- Alice Burdeu
- Michelle Buswell
- Naomi Campbell
- Esther Cañadas
- Gracie Carvalho
- Helena Christensen
- Jessica Clark
- Lily Cole
- Sophie Dahl
- Esther De Jong
- Emanuela De Paula
- Tanja Dzjahileva
- Inès de la Fressange
- Eva Herzigová
- Constance Jablonski
- Adriana Lima
- Daisy Lowe
- Enikő Mihalik
- Kate Moss
- Andi Muise
- Karen Mulder
- Roberta Potrich
- Behati Prinsloo
- Rie Rasmussen
- Bar Refaeli
- Eva Riccobono
- Liberty Ross
- Tatiana Sorokko
- Ali Stephens
- Fernanda Tavares
- Ai Tominaga
- Caroline Trentini
- Amber Valletta
- Dita Von Teese
- Sam Way
- Valentina Zeljaeva